# Пиаца Армерина
Пиа̀ца Армерѝна (на италиански: Piazza Armerina, на местен диалект Ciazza, Чаца, на сицилиански Piazza, Пиаца) е град и община в южна Италия, провинция Ена, в автономен регион и остров Сицилия. Разположен е на 697 надморска височина. Населението на града е 20 913 души (към 30 ноември 2011 г.).